# 최욱철
최욱철(崔旭澈, 1953년 2월 9일~)은 대한민국의 정치인이다. 제14·15·18대 국회의원을 지냈다. 1993년 재보궐선거에서 강원 명주군·양양군 지역구에서 당선되었다. 이후 1996년 제15대 총선에서 강원 강릉시 을 선거구에 출마하여 재선되었으나 1998년 3월 의원직을 상실하였고, 2008년 제18대 총선에서는 강원 강릉시 선거구에 출마하여 3선을 하였으나 2009년 7월 의원직을 상실하였다.

## 학력
- 사천국민학교 졸업
- 강릉명륜중학교 졸업
- 강릉명륜고등학교 졸업
- 명지대학교 법정대학 행정학 학사
- 경희대학교 행정대학원 경영학 석사

## 경력
- 제14대 국회의원(민주당 / 명주 양양)
- 신민주공화당 지방자치행정위원
- 민주당 지방자치행정연대위원
- 통합민주당 지방자치행정연대위원
- 한나라당 지방자치행정연대위원
- 자유민주연합 자치행정위원
- 새천년민주당 특임촉탁위원
- 더불어민주당 최고위원

## 전과
- 공직선거및선거부정방지법위반: 벌금 600만원 - 1997년 8월 26일 선고[3][4]
- 공직선거법위반: 벌금 300만원 - 2008년 11월 25일 선고[3]
- 정치자금법위반: 벌금 500만원 - 2010년 8월 10일 선고[3]

## 가족
- 배우자: 박계란
- 자녀: 2남

## 역대 선거 결과
|  | 24.22% |

|  | 24.01% |

|  | 49.54% |

|  | 45.08% |

|  | 33.00% |

|  | 48.39% |

|  | 36.59% |

## 같이 보기
- 명주군·양양군
- 명주군의 국회의원
- 양양군의 국회의원
- 강릉시 을
- 강릉시의 국회의원
- 강릉시 (2000년 선거구)